# Scott Young
Scott Allen Young (* 1. Oktober 1967 in Clinton, Massachusetts) ist ein ehemaliger US-amerikanischer Eishockeyspieler sowie derzeitiger -trainer und -funktionär, der im Verlauf seiner aktiven Karriere zwischen 1985 und 2006 unter anderem 1322 Spiele für die Hartford Whalers, Pittsburgh Penguins, Nordiques de Québec, Colorado Avalanche, Mighty Ducks of Anaheim, St. Louis Blues und Dallas Stars in der National Hockey League auf der Position des rechten Flügelstürmers bestritten hat. Young, der im Jahr 2017 in Anerkennung seiner Verdienste um den Eishockeysport in den Vereinigten Staaten in die United States Hockey Hall of Fame aufgenommen wurde, gewann sowohl mit den Pittsburgh Penguins im Jahr 1991 als auch der Colorado Avalanche im Jahr 1996 den Stanley Cup. Darüber hinaus siegte er mit der Nationalmannschaft der Vereinigten Staaten beim World Cup of Hockey 1996. Seit dem Sommer 2017 ist Young als Director of Player Development bei den Pittsburgh Penguins tätig.

## Karriere

### Spielerkarriere
Young spielte während seiner Juniorenzeit für die Boston University und nahm mit der US-amerikanischen Juniorennationalmannschaft an den Weltmeisterschaften 1985, 1986 und 1987 teil. Beim NHL Entry Draft 1986 wurde er von den Hartford Whalers in der ersten Runde als elfter Spieler ausgewählt. Nach seiner Teilnahme an den Olympischen Winterspielen 1988 im kanadischen Calgary schloss er sich den Whalers an.
Die Saison 1988/89 war seine erste vollständige Spielzeit in der NHL. Er schaffte sofort den Durchbruch und zählte zu den Leistungsträgern der Whalers. Zur Mitte der Saison 1990/91 wechselte er zu den Pittsburgh Penguins und konnte dort mit dem Team den Stanley Cup gewinnen. Im Jahr darauf spielte er überwiegend in Italien beim HC Bozen und bereitete sich mit dem Team USA auf die Olympischen Winterspiele 1992 im französischen Albertville vor.
Zur Saison 1992/93 wechselte er zu den Nordiques de Québec. Dort blieb er für fünf Jahre und zog mit dem Team nach Denver um, wo er mit der Colorado Avalanche seinen zweiten Stanley Cup gewinnen konnte. Unterbrochen wurde diese Zeit vom Streik vor der Saison 1994/95. Diese Zeit überbrückte er in Deutschland, wo er ein Spiel für die Frankfurt Lions und vier Spiele für den EV Landshut bestritt.
Die Saison 1997/98 spielte er bei den Mighty Ducks of Anaheim, zur Saison 1998/99 wechselte er zu den St. Louis Blues. In die vier Jahre Spielzeiten dort fällt auch die persönliche Bestleistung von 73 Punkten und seine dritte Teilnahme an Olympischen Spielen. In Salt Lake City 2002 gewann er mit dem Team USA die Silbermedaille.
Ab der Saison 2002/03 spielte er für die Dallas Stars und in diese Zeit fällt auch sein 1.000 NHL Einsatz. In der Streiksaison 2004/05 gab er ein kurzes Gastspiel bei den Memphis Riverkings in der CHL. Er kehrte noch einmal zu den Blues, die in der Saison 2005/06 Letzte ihrer Division wurden, zurück. Mit knapp 38 Jahren bewies er, dass er noch nicht zum alten Eisen zählte. Er war bester Scorer in St. Louis, doch nach dem Ende der Spielzeit beendete er seine aktive Karriere.

### Trainer- und Funktionärskarriere
Nach einer mehrjährigen Pause kehrte Young im Jahr 2010 in den Eishockeysport zurück. Er nahm einen Trainerjob an der St. Mark’s School, seiner einstigen High School, an. Dort war er bis zum Sommer 2014 tätig und kehrte im Frühjahr 2012 noch einmal selbst aufs Eis zurück, als er den schwedischen Viertligisten Brunflo IK beim Aufstieg in die drittklassige Hockeyettan unterstützte. In zwei Spielen sammelte der damals 44-Jährige sieben Scorerpunkte und war damit maßgeblich am Erfolg beteiligt.
Ab 2014 fungierte Young an seiner Alma Mater, der Boston University. Zunächst für ein Jahr als Director of Hockey Operations, angeschlossen daran zwei Jahre als Assistenztrainer der Mannschaft. Zu Beginn der Saison 2017/18 wurde der US-Amerikaner von seinem Ex-Team Pittsburgh Penguins verpflichtet, wo er seitdem als Director of Player Development engagiert ist. Ebenso war er für den US-amerikanischen Eishockeyverband USA Hockey beim Deutschland Cup 2017 und den Olympischen Winterspielen 2018 im südkoreanischen Pyeongchang als Assistenztrainer angestellt.

## Erfolge und Auszeichnungen
| - 1986 Hockey-East-Meisterschaft mit der Boston University - 1986 Hockey East Rookie of the Year - 1991 Stanley-Cup-Gewinn mit den Pittsburgh Penguins | - 1996 Stanley-Cup-Gewinn mit der Colorado Avalanche - 2017 Aufnahme in die United States Hockey Hall of Fame |

### International
| - 1986 Bronzemedaille bei der Junioren-Weltmeisterschaft - 1987 Bester Torschütze der Junioren-Weltmeisterschaft - 1987 All-Star-Team der Junioren-Weltmeisterschaft | - 1996 Goldmedaille beim World Cup of Hockey - 2002 Silbermedaille bei den Olympischen Winterspielen |

## Karrierestatistik

### International
Vertrat die USA bei:
| - Junioren-Weltmeisterschaft 1985 - Junioren-Weltmeisterschaft 1986 - Junioren-Weltmeisterschaft 1987 - Weltmeisterschaft 1987 - Olympischen Winterspielen 1988 | - Weltmeisterschaft 1989 - Olympischen Winterspielen 1992 - Weltmeisterschaft 1994 - World Cup of Hockey 1996 - Olympischen Winterspielen 2002 |

(Legende zur Spielerstatistik: Sp oder GP = absolvierte Spiele; T oder G = erzielte Tore; V oder A = erzielte Assists; Pkt oder Pts = erzielte Scorerpunkte; SM oder PIM = erhaltene Strafminuten; +/− = Plus/Minus-Bilanz; PP = erzielte Überzahltore; SH = erzielte Unterzahltore; GW = erzielte Siegtore; 1 Play-downs/Relegation; Kursiv: Statistik nicht vollständig)